# ویندوز ویستا
ویندوز ویستا ششمین نسخه از سیستم عامل ویندوز، و پنجمین نسخه از سری ویندوز ان تی، محصولی از مایکروسافت است که در ۲۲ ژوئن ۲۰۰۵ معرفی شد و در ۳۰ ژانویه ۲۰۰۷ برای خرید و دانلود عموم بر روی وبسایت مایکروسافت قرار گرفت. ویندوز ویستا بر روی لپ تاپ‌ها، تبلت‌ها و کامپیوترهای شخصی، خانگی و تجاری و مراکز رسانه‌ای مورد استفاده قرار می‌گیرد. قبل از پرده‌برداریِ این سیستم‌عامل در ۲۲ ژوئن ۲۰۰۵، ویندوز ویستا با کد نام شیپور بلند (به انگلیسی: longhorn) شناخته شده بود. توسعه آن در ۸ نوامبر ۲۰۰۶ به اتمام رسید. این سیستم عامل برای تولیدکنندگان نرم‌افزار و سخت‌افزار کامپیوتر و طرف‌های تجاری، سه ماه زودتر از آن عرضه گردید. انتشار ویندوز ویستا ۵ سال بعد از انتشار سلف خود، ویندوز اکس‌پی، صورت گرفت که فاصلهٔ زمانی نسبتاً طولانی بین عرضهٔ این دو سیستم‌عامل از شرکت مایکروسافت بود.
ویندوز ویستا مشتمل بر صدها قابلیت جدید و بازپردازش شده‌است که اغلب این قابلیت‌ها شامل بروزرسانی ظاهر گرافیکی کاربر (GUI) و استایل‌های بصری است که با نام Windows Aero شناخته می‌شود. قابلیت جستجوی بهبود یافته، ابزارهای ایجاد رسانه‌ها جدید مانند Windows DVD Maker، و بازطراحی کامل قابلیت‌های شبکه، صوت، چاپ و زیر سیستم‌های تصویری، از سایر قابلیت‌های آن می‌باشند. مضافاً هدف ویستا افزایش سطح ارتباط بین دستگاه‌ها در شبکه‌های خانگی بر اساس تکنولوژی Peer-to-Peer که منجر به تسهیل به اشتراک گذاردن داده‌های بین کامپیوترها و قطعات (Devices) می‌شود. ویندوز ویستا دربردارنده .net Framework نسخه ۳٫۰ است که هدف آن تسهیل عمل توسعه برای نوشتن برنامه‌های کاربردی در مقایسه با APIهای سنتی ویندوز است. هدف اولیه مایکروسافت از ویندوز ویستا، ارتقا سطح امنیت در سیستم‌عامل ویندوز بوده‌است. یکی از انتقادهای کلی که بر ویندوز اکس‌پی و اسلاف آن وارد بود، آسیب‌پذیری امنیت در مقابل Malware ها ، ویروس‌ها و جریان‌های بافر بوده‌است. با اتکا بر این امر، بیل گیتس مدیر مایکروسافت در اوایل سال ۲۰۰۲ بر ایجاد امنیت در تمام جهات نرم‌افزارهای توسعه داده شده در آن شرکت تأکید کرد. مایکروسافت امنیت ویندوز اکس‌پی و ۲۰۰۳ را تا هنگام اتمام کار بر روی ویستا در اولویت قرار داد.

## توسعه
مایکروسافت کار بر روی برنامه‌های خود را برای ویندوز ویستا در سال ۲۰۰۱ و قبل از انتشار ویندوز اکس‌پی آغاز نمود. در ابتدا انتظار می‌رفت که ویندوز ویستا در اواخر سال ۲۰۰۳ با فاصله زمانی اندکی بین انتشار ویندوز اکس‌پی (با کد نام سوت (به انگلیسی: Whistler)) و ویندوز ۷ (که در آن زمان با کد نام شانه مشکی (به انگلیسی: Blackcomb) شناخته می‌شد)، روانه بازار گردد.
شیپور بلند (به انگلیسی: Longhorn)، به تدریج ویژگی‌ها و فناوری‌های مهم و جدیدی را که در شانه مشکی (به انگلیسی: Blackcomb) بکارگرفته شده‌بود، جذب و کسب می‌کرد. این امر باعث گردید که زمان انتشار برای چندین و چند بار به تعویق بیفتد. مضافاً تعدادی از توسعه دهندگان مایکروسافت به منظور به‌سازی امنیت ویندوز اکس پی، به این پروژه منتقل و به اجرای این امر گمارده شدند. مایکروسافت، تاخیرات مکرر و پیاده‌سازی کند و بعضی ویژگی‌های و قابلیت‌های سیستم را در ۲۷ اوت ۲۰۰۴ انجام و تغییرات اعلام نمود. شیپور بلند اصلی که مبتنی بر سورس کد ویندوز ایکس پی بود، کنار گذاشته شد و توسعه ویستا مجدداً بر پایه دیتابیس سرور ۲۰۰۳ و فقط با افزودن و جاسازی ویژگی‌هایی که برای انتشار واقعی سیستم‌عامل منظور می‌شوند، آغاز گردید. تعدادی از قابلیت‌های اعلام شده قبلی همچون WIN FS حذف یا به حالت تعلیق درآمده و در تلاشی که به منظور حصول اطمینان از دیتابیس ویندوز به عمل آمد روش توسعه نرم‌افزار جدید موسوم به چرخه حیات توسعه امن (به انگلیسی: Security Development Lifecycle) به سیستم افزوده شد. پس از اینکه شیپور بلند به ویندوز ویستا تغییر نام داد، برنامه تست بتا که مسبوق به هیچ سابقه‌ای نبود و صدها هزار داوطلب و شرکت را در بر می‌گرفت، شروع شد. در سپتامبر ۲۰۰۵ مایکروسافت انتشار مرتب پیش‌نمایش فناوری انجمن به تست کنندگان بتا را آغاز نمود؛ که طی آن اولین دسته از تست‌ها در کنفرانس توسعه دهندگان حرفه‌ای سال ۲۰۰۵ توزیع گردیده و پس از این، آن‌ها را در اختیار بتا تسترها و مشترکان شبکه توسعه دهنده مایکروسافت قرار داد.
بافت و ساختار بعدی مشتمل بر بیشترین قابلیت‌های برنامه‌ریزی شده برای محصول نهایی و همچنین تغییرات متعددی در ظاهر گرافیکی کاربر بود که عمدتاً بر اساس بازخوردهای دریافتی از تسترهای بتا طراحی شده بود. چنین انگاشته شده بود که ویندوز ویستا با ویژگی‌های کامل در پیش نمایش ماه فوریه ارائه شود که این امر در فوریه ۲۰۰۶ محقق گردید. همچنین فرض بر آن بود که قسمت اعظم باقی کار در فاصله زمانی بین ساخت تا انتشار نهایی محصول با تأکید بر ثبات، کارکرد، کاربری، سازگاری درایور و مستندسازی انجام پذیرد.
نسخه آزمایشی بتا ۲ که در اواخر ماه مه انتشار یافت، اولین محصولی بود که برای عرضه به عموم از طریق برنامه پیش نمایش مشتری مایکروسافت ساخته می‌شد. این نسخه آزمایشی توسط جمعیتی بالغ بر ۵ میلیون نفر دانلود گردید. هر دو نسخه که پس از این، هم در سپتامبر و اکتبر به‌دست انتشار سپرده شده بودند، در دسترس تعداد عظیمی از کاربران قرار گرفتند. درحالی‌که مایکروسافت بدواً امیدوار بود که سیستم‌عامل در کریسمس ۲۰۰۶ در سطح جهانی عرضه و در دسترس قرار گیرد، در ماه مارس ۲۰۰۶ اعلام شد که آماده شدن شرکت مایکروسافت و دیگر شرکت‌های نرم‌افزاری و سخت‌افزاری که مایکروسافت با آن‌ها در خصوص تهیه و تدارک ابزار درایورها در ارتباط است، زمان بیشتری را می‌طلبد و از این روی تاریخ انتشار به ژانویه ۲۰۰۷ تغییر می‌یابد.
طی قسمتی از سال ۲۰۰۶، آنالیست‌ها و بلاگرها بر این باور بودند که به دلیل ضدیت با تراست‌ها که در کمیسیون اروپایی و کره جنوبی ابراز شده بود و همچنین به‌علت عدم مشاهده پیشرفتی محسوس در نسخه‌های بتا، انتشار ویندوز ویستا با تأخیر بیشتری همراه خواهد بود. با این حال، در هشتم نوامبر ۲۰۰۶، بیانیه تکمیل ویندوز ویستا، طولانی‌ترین پروژه توسعه سیستم‌عامل مایکروسافت اعلام و کار به انجام رسید.

## امکانات جدید یا بهبود یافته

### امکاناتکاربر نهایی
- Aero ویندوز : ظاهر جدید گرافیکی کاربر بر پایه امکانات سخت‌افزاری، Windows Aero نامیده می‌شود که مخفف و سرنام Authentic, Energetic, Reflective و Open است. ظاهر گرافیک جدید روشن‌تر و شکیل تر از ویندوزهای پیشین بانضمام شفافیتی جدید و نوآورانه، ارائه thumbnailsهای هم‌زمان و زنده، آیکون‌های زنده و انیمیشن‌ها و Eye Candy است.
- پوسته ویندوز (Windows Shell) : پوسته جدید ویندوز به طرز قابل توجهی متفاوت از ویندوز ایکس پی است و ارائه سلسله جدیدی از چیدمان‌ها، آرایش‌ها و امکانات جستجو در آن به چشم می‌خورد. پنجره وظیفه Windows Explorer حذف شده‌است و انتخاب‌هایی از وظایف مربوط و مرتبط به یکدیگر در Toolbar (نوار ابزار) مجتمع شده‌اند. پنل لینک‌های محبوب (Favorite Link) اضافه شده‌است همچنین تک کلیک برای دسترسی به دایرکتوری عمومی فعال شده‌است. نوار آدرس با سیستم Breadcrumb Navigation جایگزین شده‌است. پنل پیش نمایش به کاربران اجازه می‌دهد thumbnail ای که دربردارنده محتوی فایل‌های گوناگون است را مشاهده کنند. پنل جزئیات اطلاعاتی مانند سایز و نوع فایل را نمایش و اجازه ویرایش و مشاهده Tagهای توکار (Embedded Tags) که فرمت فایل از آن‌ها پشتیبانی به عمل می‌آورد، را می‌دهد. منوی شروع (Start menu) به خوبی تغییر کرده‌است و در اثر نصب بیش از حد برنامه‌ها گسترش و توسعه پیدا نمی‌کند و طولانی نمی‌گردد. البته کلمه Start حذف شده‌است و با نشان کروی ویندوز جایگزین شده‌است (که Pearl نیز خوانده می‌شود).

### تکنولوژی‌های هسته
مقصود آن است که ویندوز ویستا از مقوله‌های مبتنی بر فناوری باشد که در قالبی یکپارچه مشتمل بر فناوری‌های پیشرفته ارائه می‌گردد. چنین فناوری‌هایی به‌شکل گسترده‌ای به نحوه عملکرد سیستم مرتبط می‌گردند و هم از این رو بسهولت برای کاربر قابل مشاهده نیستند. مثالی که می‌توان در این مورد آورد، تجدید ساختار کل معماری بخش‌های شنیداری (Audio)، چاپ، نمایش و شبکه‌ای از زیر سیستم هاست. درحالی‌که نتیجه کار برای توسعه دهندگان نرم‌افزار قابل رویت است. کاربران نهایی فقط شاهد تغییرات تکامل یافته در ظاهر گرافیکی خود هستند.
Vista در برگیرنده فناوری‌هایی نظیر Ready Boost و Ready Drive است که با به‌کارگیری حافظه‌های فلش پرسرعت (تعبیه شده به ترتیب روی درایوهای USB و درایوهای Hybrid هارد دیسک و از طریق انبارکی از برنامه‌ها و داده‌ها در قالب یک حافظه کمکی) عملکرد سیستم را اصلاح و بهسازی می‌نماید. چنین تکنیکی خود را در بهبود عمر باتری کامپیوترهای نوت بوک آشکار می‌سازد زیرا درایو Hybrid در زمان عدم استفاده فرسوده نمی‌شوند.
تکنولوژی جدید دیگری که موسوم به Ready Drive است، با استفاده از تکنیک‌های ماشین آموزش (یادگیری)، الگوهای مصرفی مورد نیاز را جهت تصمیم‌گیری هوشمندانه ویندوز ویستا در خصوص مفاد و مضمون آنچه را که سیستم در زمان مقتضی باید ارائه نماید، آنالیز می‌کند. به‌عنوان بخشی از طراحی مجدد معماری شبکه، IP نسخه ۶ به‌طور کامل در سیستم‌عامل تعبیه گردیده و نیز تعدادی از به سازنده‌های کارایی نظیر پنجره مقیاس‌گذاری TCP، معرفی شده‌اند.
نسخ قبلی ویندوز علی‌الاصول نیاز به شبکه نرم‌افزاری Wireless ثالث داشتند تا بتوانند به خوبی کار کنند درحالی‌که چنین نیازی در مورد ویستا دیگر موضوعیت نداشته و مطرح نیست زیرا در ویستا شبکه‌های Wireless (بدون سیم) بیشتر و جامع تری گنجانده شده‌است.
در خصوص گرافیک‌ها، ویستا مدل جدیدی از درایورهای تصویری (Display Driver) را معرفی کرده و ضمناً در Direct3D تجدید نظر گسترده ایی را اعمال نموده‌است. درایورهای مدل جدید، سهولت استفاده از Desktop Windows Manager را به خوبی فراهم می‌سازد تا افکت‌های ویژه و Desktop را که از مبانی Windows Aero هستند بدون بروز وقفه و گسستگی تأمین نماید.
Direct3D 10 که توسعه آن با همراهی تولیدکنندگان صاحب نام و بزرگ درایورهای نمایشگر اجرا شده بود و نوعی معماری جدید با سایه پردازی (شیدر) پیشرفته تر در آن پشتیبانی می‌شود، امکان می‌دهد واحد پردازش گرافیکی (GPU) مناظر پیچیده تری را بدون کمک از CPU ارائه و پردازش نماید. ِDirect 3D 10 در بالانس و متوازن ساختن بار اصلاح شده بین GPU و CPU نقش داشته و همچنین انتقال داده‌ها را بین این دو بهینه‌سازی می‌نماید.
در هسته سیستم‌عامل اصلاحات بسیاری نسبت به Memory Manager و Process Scheduler و Heap manager و I/O Scheduler صورت گرفته‌است. در این هسته همچنین نوعی از مدیریت تراکنش‌های بنیادی اجرا گردیده‌است که به کاربرها توانایی کار با فایل سیستم‌ها و رجیستری با استفاده از عملیات تراکنش ریز را می‌دهد.

### تکنولوژی‌های مرتبط با امنیت
بهسازی و اصلاح امنیت هدف طراحی اولیه ویستا بود. پیش گامی و ابتکار عمل شرکت Microsoft Trustworthy Computing که ترمیم و بهبود اعتماد عمومی را نسبت به تولیدات خود نشانه گرفته بود، اثر مستقیمی بر توسعه این هدف داشت. چنین تلاشی منجر به ایجاد تعدادی از قابلیت‌های جدید امنیتی و ایمنی گردید.
User Account Control شاید از جمله مهم‌ترین و مشهودترین تغییراتی است که محقق شده‌است. User Account Control نوعی فناوری امنیتی است که این امکان را برای کاربران فراهم می‌سازد تا تعدادی از مزایا (مزیت‌ها) و پیش فرض‌های ایجاد شده در کامپیوتر خود را مورد استفاده قرار دهند. چنین امری در نسخه‌های قبلی ویندوز مشکل بود؛ زیرا نسخ قبلی، اکانت کاربر را بسیار محدود و تا اندازه زیادی غیرقابل استفاده می‌ساخته و حتی از اعمال پاره‌ای از عملکردهای بنیادین نظیر مشاهده تقویم از Notification trey جلوگیری می‌کرد.
در ویندوز ویستا هنگام درخواست عملی که نیاز به مجوز اجرا دارد، بی‌درنگ به کاربر اعلام می‌شود که ابتدا رمز ورود یا نام اجرایی خود را وارد نماید. حتی در حالاتی که کاربر از قبل در زمره مدیران اجرایی به سیستم معرفی و شناسانده شده‌است، باز هم درخواست می‌شود که فرد مربوط سطح دسترسی خود را تأیید نماید. ولذا چنین است که درحالی‌که تمام صفحه مانیتور سیاه و سیستم موقتاً ناکارآمد و غیرفعال است و فقط پنجره اجازه فعال و مشخص است، User Account Control در حالت Secure Desktop (میزکاری امن) درخواست اعتبار از کاربر می‌نماید. مراد آن است که ضمن تلاش در بررسی سطح دسترسی کاربر، از انحراف سیستم ناشی از جریان‌های غیرمعمول و هرز (Spoofing) و فعالیت برنامه‌های Malicious، ممانعت به عمل آید.
قابلیت‌های جدید امنیتی و ایمنی Internet Explorer 7 مشتمل بر Phishing Filter و IDN با anti-spoofing و همچنین یکپارچگی با سیستم عریض Parental Controls، از دیگر ویژگی‌های ویستا است. در جهت مزید امنیت، کنترل‌های Active X از طریق پیش فرض‌ها ناکارآمد و غیرفعال (Disable) هستند و علاوه بر این Internet Explorer در حالت محافظت شده (Protected Mode) عمل می‌کند که در این حالت با مجوزات پایین‌تری از آنچه که کاربر استفاده می‌نماید، عمل کرده و به تنهایی و بدون نیاز به سایر عملکردهای موجود در سیستم‌عامل اقدام نموده و موجب می‌شود تا سیستم‌عامل را از دسترسی یا تغییر هر چیزی حتی دایرکتوری موقت فایل‌های اینترنت (Temporary Files Directory) بازدارد. Antispyware و به کلامی دیگر Windows Defender که از تولیدات مایکروسافت است، به منظور حفاظت در مقابل Malwareها و سایر تهدیدکننده‌ها در ویندوزهای تعبیه شده‌است.
تغییرات چیدمان در پیکربندی Various System (نظیر auto-starting applications) بسته شده و قفل هستند مگر اینکه کاربر تمایل به حالت دیگری داشته باشد.
یکی دیگر از قابلیت‌های جدید و شاخص ویستا، BitLocker Driver Encryption است که نوعی تکنولوژی حفاظت از داده‌ها است که در ویرایش Ultimate ویستا منظور گردیده‌است و به کلی تمام سیستم‌عامل را رمز دار می‌کند. BitLocker می‌تواند تواماً و همراه با چیپ Trusted Platform Module نسخه ۱٫۲ روی مادربرد کامپیوتر یا یک USB Key کارکند. مضافاً دسته‌های گوناگونی از سایر تکنیک‌های محدوده‌کننده مزایا (مزیت‌ها) در ویستا تعبیه گردیده‌اند، به عنوان مثال، مفهوم لایه‌های یکپارچه در پردازش‌های کاربر است که طی آن لایه‌های پایین دستی نه با پردازش لایه‌های بالاتر می‌توانند تعامل داشته باشند و نه می‌توانند اجرای - Injection DLL را در پردازش لایه‌های بالاتر عملی سازند.
محدودیت‌های امنیتی سرویس‌های ویندوز از یکدستی و ظرافت خاصی برخوردارند، به‌طوری‌که سرویس‌ها (خصوصاً سرویس‌هایی که روی شبکه شنیده می‌شوند) قادر به تعامل با اجزا سیستم‌عامل نیستند. تکنیک‌های مبهم نظیر address space layout randomization که جهت افزایش میزان توجه Malwareها پیش از فیلتر کردن موفقیت‌آمیز سیستم لازم است، بکار گرفته شده‌اند. کد یکپارچه مواظب است سیستم دودویی با کد ناهنجار مزاحم ارتباط نداشته و دخیل نباشد.
به‌عنوان بخشی از برنامه طراحی مجدد که (بازطراحی) جهت نظم بخشی به پشته شبکه (Network Stack) صورت گرفته‌است، دیواره آتش ویندوز (Windows Firewall) تقویت گردیده و فیلتر پیشرفته ایی که ارتباطات با سرویس‌های خاصی را مجاز یا مردود تشخیص می‌دهد، می‌توان ایجاد نمود.

### تکنولوژی‌های تجاری
علاوه بر اینکه بخش اعظمی از توجه به توانایی‌های تازه ویستا در ظاهر گرافیکی جدید کاربر و در بخش فناوری‌های امنیتی و تقویت هسته سیستم‌عامل معطوف شده‌است، مایکروسافت همچنین قابلیت‌های جدید آرایش دهی، گسترش و نگهداری را نیز به سیستم افزوده‌است که عبارت‌اند از:
- فرمت WIM یا Windows Image که سنگ بنای گسترش و پک سیستم جدید مایکروسافت است. فایل WIM که حاوی Image ای از ویندوز ویستا است را می‌توان بدون ساخت و ایجاد Imageهای جدید، نگهداری و سرهم‌بندی نمود.
- Image ویندوز از طریق فناوری‌های System Management Server یا Business Desktop Deployment قابل تحویل است. Imageها قابل تغییر، ترکیب و تطبیق با نوع خواسته‌ها بوده که پس از این، بدون یا با اندکی دستکاری توسط سیستم اجرایی می‌توان آن‌ها را در کامپیوترهای شخصی مشتریان گنجانیده و گسترش داد. ImageX یک ابزار تولید شده توسط مایکروسافت در خلق و ایجاد Imageهای دلخواه است.
- Windows Deployment Service که جایگزین سرویس‌های نصب کنترل از دور برای گسترش ویستا و ورژن‌های قبلی ویندوز است.
- قریب به ۷۰۰ نوع چیدمان جدید Group Policy (خط مشی گروهی) به سیستم اضافه گردیده که اغلب جنبه‌های قابلیت‌های جدید را در سیستم پوشش می‌دهند. مضافاً گستردگی عمده‌ای در شکل‌پذیری شبکه‌های Wireless (بدون سیم) و ابزارهای ذخیره‌سازی قابل حذف و همچنین در Desktop کاربر عرضه شده‌اند. علاوه بر موارد فوق، ویستا فرمتی مبتنی بر XML یا ADMX را معرفی نموده‌است که چیدمان‌های Registry-based Policy را به نمایش گذاشته که اعمال مدیریت بر شبکه را در محدودهای جغرافیایی و به زبان‌های مختلف سهولت می‌بخشد.
- در نسخه نهایی ویستا (Vista Ultimate) سرویس‌های Unix به خرده سیستم‌های مبتنی بر کاربری‌های Unix تغییر نام داده شده‌اند و پشتیبانی از NFS مشتریان نیز در سیستم گنجانیده شده‌است.
- ظاهر گرافیکی چند زبانه کاربر، برخلاف نسخه‌های قبلی ویندوز که جهت پشتیبانی و ارائه زبان‌های محلی، نیاز به Load کردن (بارگذاری) بسته زبانی مرتبط داشتند، نسخه نهایی ویندوز ویستا (Vista Ultimate) به‌صورتی پویا نسبت به تغییر زبان بر اساس خواسته و ترجیح کاربر اقدام می‌نماید.
- پشتیبانی از پروژکتور Wireless (بدون سیم).

به آن دسته از مشتریان تجاری که در برنامه Microsoft Software Assurance ثبت نام شده‌اند، مجموعه‌ای از ابزارهای اضافی و سرویس‌های جمعی که موسوم به Desktop Optimize Pack است ارائه می‌گردد. این مجموعه شامل Microsoft SoftGrid application virtualization platform، سرویس شمارش دارایی‌ها و ابزارهای اضافی دیگری برای نگهداری چیدمان خط مشی‌های گروهی (Group Policyها) است که نوع مشابهی از سیستم کنترل به‌شمار می‌رود.

### تکنولوژی‌های توسعه دهندگان
ویندوز ویستا مشتمل بر تعداد زیادی از اینترفیس‌های برنامه‌ریزی برای کاربری جدید است که عمده‌ترین آن‌ها وجود نسخه ۳٬۰ از .Net Framework است که حاوی کتابخانه Classها (کلاس‌ها) و زبان عمومی Common Language Runtime است. نسخه ۳٫۰ شامل چهار بخش عمده و بزرگ است که عبارت‌اند از:
- Windows Presentation Foundation، اینترفیس خرده سیستم و Framework برای مصرف کاربر در خصوص گرافیک‌های Vector بوده و سخت‌افزار گرافیک‌های سه بعدی کامپیوتر و تکنولوژی‌های Direct 3D را مورد استفاده قرار می‌دهد. این بخش زمینه را برای ایجاد ظاهر کاربری برنامه‌های کاربردی، اسناد و محتوای رسانه فراهم می‌سازد. این بخش جانشین فرم‌های ویندوز است.
- Windows Communication Foundation، سرویسی معطوف به خرده سیستم‌های پیام‌رسانی است که کاربردها و سیستم‌ها را با استفاده از سرویس‌ها قادر می‌سازد با هم چه به صورت موضعی و چه به صورت کنترل از دور در ارتباطی کارکردی و متعامل قرار دهد.
- Windows Workflow Foundation که با استفاده از Workflow اتوماسیون اجرای کار، تراکنش‌های یکپارچه را فراهم می‌آورد. این بخش مدل برنامه‌ریزی، موتور و ابزاری برای ایجاد جریان کار یا Workflow و اجرا کاربردهای توانمند شده در ویندوز است.
- Windows CardSpace بخشی است که با امنیت و اطمینان مشخصات دیجیتالی فرد را ذخیره نموده و ظاهر کاربری واحدی را تدارک می‌بیند تا جهت انتخاب شناسه فرد در مواقع تراکنش‌هایی خاص نظیر Logging در وبگاه‌ها ارائه گردد.

این دسته از فناوری‌ها در ویندوز ایکس پی و ویندوز ۲۰۰۳ نیز قابل دسترسی هستند تا معرفی و استفاده آن‌ها توسط توسعه دهندگان و کاربران نهایی را تسهیل نمایند.
مضاف بر این‌ها در هسته سیستم‌عامل، گستردگی بارز و جدیدی در API پیاده‌سازی شده‌اند که مشخصا موارد زیر را همراه دارد. باز معماری کامل ظاهرهای کاربری شنیداری، شبکه، چاپ و دیداری. تغییرات عمده در زیر ساخت و شالوده امنیتی. بهسازی در گسترش و نصب کاربردها (تک کلیک و Installer نسخه ۴٬۰ ویندوز). مدل توسعه وسائل درایور جدید (Windows Driver Foundation). NTFS تراکنشی. پیشرفت‌های APIهای پردازنده‌های موبایل (Power Management, PCهای رومیزی با پشتیبانی از جوهر، Slideshow). به روزرسانی گسترده (و یا جایگزینی کامل) بسیاری از خرده سیستم‌ها نظیر Winlogon و CAPI.
توسعه دهندگان نرم‌افزاری که پاره‌ای از APIهای گرافیکی را در ویستا مورد استفاده قرار می‌دهند، با مباحث و مقوله‌های خاصی مواجه هستند. از این میان می‌توان به بازی‌ها و برنامه‌هایی اشاره نمود که انحصارا برای ورژن‌های Directx 10 ویستا ساخته شده‌اند و روی نسخه‌های قبلی ویندوز قابل اجرا نیستند؛ زیرا Directx 10 واپس رو و سازگار با چنین ورژن‌هایی نمی‌باشند.

## امکانات ناخوشایند و مورد انتقاد
پاره‌ای از قابلیت‌های شاخص ویندوز ایکس پی و اجزا آن در ویندوز ویستا جایگزین یا برچیده شده‌اند مانند Windows Messenger، سرویس Network Messenger, HyperTerminal, MSN Explorer, Active Desktop و جایگزینی NetMeeting با Windows Meeting Space. در ویندوز ویستا همچنین تم ویژه Luna که از بخش‌های ویندوز ایکس پی است یا قسمت عظیمی از رنگ‌های کلاسیک که از بخش‌های متشکله ویندوزها از زمان تولید Windows 3x است، تعبیه نشده‌اند.
مضافاً قابلیت استارت آپ پروفایل‌های سخت‌افزاری توأم با ساپورت فناوری‌های مادربرد قدیمی تر نظیر EISA, APM و پورت پشتیبانی بازی‌ها از سیستم ویستا حذف گردیده‌اند. البته برای بکار انداختن پورت پشتیبانی بازی‌ها روی سیستم ویستا راهی وجود دارد که همان استفاده از درایورهای قدیمی تر است. تعدادی از قابلیت‌های سنتی ویندوز نیز یا حذف یا شدیداً ناکارآمد شده‌اند مثلاً Wordpad دیگر فایلی را در فرمت .doc باز یا ذخیره نمی‌نماید و اکثر قریب به اتفاق عملکردهای Windows Sound Recorder از آن جدا و تخلیه شده که اصولاً آن را غیرقابل استفاده نموده‌است.
WinHlp32.exe که جهت نمایش فایل‌های Help (کمک) ۳۲ بیتی مورد استفاده قرار می‌گرفت منبع دیگر در ویندوز ویستا وجود نخواهد داشت زیرا مایکروسافت آن را منسوخ و غیر متداول می‌داند، اگر چه به‌عنوان بخشی مستقل و منفک شده به منظور دانلود شدن در دسترسی است. مایکروسافت، سازندگان نرم‌افزار را از باز تولید سیستم کمک‌رسانی با پسوند .hlp در محصولاتشان منع نموده‌است.
Telnet.exe از این پس دیگر از طریق پیش فرض‌ها نصب نمی‌گردد مع‌الوصف هنوز همچنان به عنوان یک ویژگی قابل نصب وجود دارد.

## نسخه‌ها
ویندوز ویستا در شش نسخه (ویرایش) متفاوت عرضه می‌گردد. ویرایش‌ها به‌طور کلی به دو بازار هدفمند تقسیم می‌شوند، بازار مصرف‌کنندگان و بازار تجاری و با نیم نگاهی به ویرایش‌های گوناگون به منظور تغذیه خرده بازارهای خاص (بازارهای خاص جانبی). برای مصرف‌کنندگان ۴ ویرایش انتشار می‌یابد که سه ویرایش از آن‌ها در دسترس کشورهای توسعه یافته و صنعتی قرار می‌گیرند. اولین نسخه Windows Vista Starter Edition است که محدود به بازارهای شناخته شده معینی است. Windows Vista Home Basic جهت عرضه به کاربران بودجه دار با سطح کم دامنه‌ای از نیازها، Windows Vista Home Premium که اکثریت بازار مصرفی را پوشش می‌دهد. Windows Vista Ultimate که حاوی مجموعه کامل قابلیت‌های سیستم بوده و افراد مشتاق را نشانه گرفته‌است. در بخش بازارهای تجاری دو ویرایش منتشر می‌گردد که عبارت‌اند از Windows Vista Business که خصوصاً برای بازارهای کوچک طراحی شده‌اند و Windows Vista Enterprise که ویرایش تجاری ممتازی است و صرفاً در دسترس مشتریانی قرار می‌گیرد که در برنامه Software Assurance مایکروسافت شرکت داشته‌اند.
تمام ویرایش‌های بجز Windows Vista Starter هر دو پردازشگر ۳۲ و ۶۴ بیتی را پشتیبانی و ساپورت می‌نمایند.
در حوزه کشورهای عضو اتحادیه اروپا، ویرایش Home Basic N و Business N نیز در دسترس می‌باشند. البته این ویرایش‌ها جهت اعمال تحریم بر مایکروسافت توسط اتحادیه اروپا به‌علت نقض قوانین ضد تراست، بدون Windows Media Player عرضه می‌گردند.

## استایل‌های بصری
ویندوز ویستا ۴ استایل بصری متمایز دارد.
Windows Aero
استایل بصری اصلی ویندوز ویستا که بر پایهٔ موتوری ترکیبی از دسکتاپ ساخته شده‌است و Desktop Windows Manager خوانده می‌شود. Windows Aero پشتیبانی از گرافیک سه بعدی (Windows Flip 3D)، افکت‌های شفاف (شیشه‌ای)، thumbnailهای زنده، پنجره‌های متحرک و سایر افکت‌های بصری را بر پایه اصلی کارت‌های گرافیکی مطرح کرده‌است. برای فعال شدن این امکانات، محتوی هر پنجره‌ای که باز می‌شود به جهت حرکت دادن آسان پنجره در حافظهٔ تصویری، ذخیره می‌شود. به همین منظور، Windows Aero به‌طور قابل توجهی بر پایه پردازش‌های سخت‌افزاری استوار است. یک کارت گرافیکی ۱۲۸ مگابایتی مبتنی بر وضوح تصویر مورد استفاده حداقل ابزار برای جوابگویی نیازها می‌باشد. نسخه‌های Starter و Home Basic شامل Windows Aero (بهمراه Windows Flip 3D) نمی‌شوند.
Windows Vista Standard (ویندوز ویستا استاندارد)
این حالت تغییر یافته Windows Aero بدون افکت‌های شیشه‌ای، پنجره‌های متحرک و سایر افکت‌های گرافیکی پیشرفته مانند Windows Flip 3D است. مانند Windows Aero، این مد نیز از Windows Desktop Manager بهره می‌برد و نیازهای سخت‌افزاری ویدئویی و تصویری آن همانند Windows Aero می‌باشد. این مد، حالت پیش‌فرض برای نسخه Home Basic می‌باشد و برخلاف آن نسخه Starter ویندوز ویستا از این مد پشتیبانی نمی‌کند.
Windows Vista Basic
ظاهر و شمای کلی این مد شباهت بسیاری با استایل‌های بصری ویندوز ایکس پی دارد که با مهارت و زیرکی خاصی برخی از انیمیشن‌ها مانند میله پردازنده در آن گنجانده شده و قابل یافت است. این مد از Windows Desktop Manager بهره نمی‌برد و به همین دلیل از امکاناتی مانند شفافیت، پنجره‌های متحرک، Windows Flip 3D و هر کاربردی که توسط Windows Desktop Manager عرضه می‌شد، محروم است. مد Basic احتیاجی به WDDM (مدل درایور تصویری ویندوز) جدید ندارد و احتیاجات سخت‌افزاری آن مانند ویندوز ایکس پی است. برای کامپیوترهای که سخت‌افزارهای آن‌ها توان پشتیبانی از Windows Aero را ندارند، این مد حالت پیش‌فرض است.
Windows Classic
ویندوز کلاسیک شبیه به ویندوز ۲۰۰۰ و ویندوز ۲۰۰۳ سرور است و از Windows Desktop Manager بهره نمی‌برد و به درایور WDDM نیازی ندارد. مانند ویندوزهای پیشین این استایل بصری از شمای رنگی پشتیبانی می‌کند که دربردارنده مجموعه‌ای از رنگ هاست. ویندوز ویستا دربردارنده ۶ شمای رنگی کلاسیک، شامل ۴ شمای رنگی با کنتراست بالا و شمای رنگی پیش‌فرض از ویندوز ۸ و ویندوز ۲۰۰۰ است.

## نیازمندی‌های سخت‌افزاری
کامپیوترهایی که قادر به فرمان‌پذیری از ویندوز ویستا هستند. به کامپیوترهای توانا (لایق) و کامپیوترهای آماده و ممتاز تقسیم می‌شوند. کامپیوترهای توانا یا PCهای هم تراز، کامپیوترهایی هستند که قدرت اجرای فرمان‌ها تمام نسخه‌های ویندوز ویستا را دارند، اگرچه ممکن است جهت اجرای تعدادی از قابلیت‌های خاص و انتخاب‌های گرافیکی با کیفیت بالا به سخت‌افزار اضافه و پیشرفته تری نیاز داشته باشند. کامپیوترهای ممتاز و آماده قادرند تمام ویژگی‌های با کیفیت فوق‌العاده ویستا را مورد استفاده قرار دهند.
ظاهرهای کاربری Basic و Classic ویندوز ویستا مجازا با هر نوع گرافیک سخت‌افزاری که ویندوز ایکس پی و ۲۰۰۰ را پشتیبانی می‌نماید، کار می‌کنند. از زمان انتشار نسخه آزمایشی Windows Vista Beta 2، سری‌های Nvidia GeForce 6 و سری‌های بعد از آن، ATI Radeon 9500 و بعد از آن، گرافیک‌های یکپارچه Intel’s GMA 950 به همراه مشتی از چیپ ست‌های VIA و گرافیک‌های S3 پشتیبانی می‌شوند. علی‌رغم وجود پشتیبانی کلی، مع‌الوصف سری‌های GeForce FX 5، از درایورهای جدیدتر Nvidia حذف شده‌اند. آخرین درایور از Nvidia که سری‌های GeForce FX را روی ویستا پشتیبانی می‌کرد ۹۶٫۸۵ بود. مایکروسافت ابزاری موسوم به ndows Vista Upgrade Advisor ارائه نموده‌است که به کاربران ویندوز ایکس پی و ویستا، نسخه‌ای از ویندوز را که کامپیوتر آنان توانایی فرمان‌پذیری از آن را دارد، معرفی می‌نماید. اگرچه نصب مدیای موجود در بسته (پکیج) Retail مشتمل بر یک DVD سی و دو بیتی است، آن دسته از مشتریانی که کامپیوتر آنان فاقد DVD Rom است یا آنانی که تمایل به نصب مدیای ۶۴ بیتی دارند، می‌توانند از طریق برنامه Windows Vista Alternative به چنین وسیله‌ای دست یابند.
|                     | لایق ویستا      | آماده برای ویستا Premium                                                                          |
| ------------------- | --------------- | ------------------------------------------------------------------------------------------------- |
| پردازنده            | ۸۰۰ مگاهرتز     | ۱ گیگاهرتز                                                                                        |
| حافظه               | ۵۱۲ مگابایت رم  | ۱ گیگابایت رم                                                                                     |
| کارت گرافیک         | لایق Direct x 9 | لایق Direct X 9 به همراه Pixel Shader 2.0 و پشتیبانی از WDDM نسخه ۱                               |
| حافظه گرافیکی       | مشخص نیست       | ۱۲۸ مگابایت رم و پشتیبانی تا ۲٬۷۵۶٬۰۰۰ پیکسل (مثلاً ۱۹۲۰×۱۲۰۰) یا ۵۱۲ مگابایت رم برای وضوح‌های بهتر |
| فضای هارد دیسک      | ۲۰ گیگابایت     | ۴۰ گیگابایت                                                                                       |
| فضای خالی هارد دیسک | ۱۵ گیگابایت     | ۱۵ گیگابایت                                                                                       |
| سایر درایورها       | سی دی رام       | دی وی دی رام                                                                                      |

## سرویس پک ۱

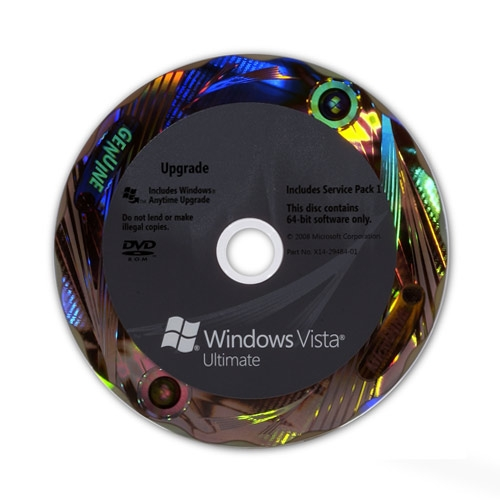
سی دی نصب ویندوز ویستا

مایکروسافت هر از چند گاهی، سرویس پک‌هایی را برای سیستم‌های عامل ویندوز خود به منظور رفع مشکلات و افزودن قابلیت‌ها انتشار می‌دهد. سرویس پک یک ویندوز ویستا (SP1) هم‌اکنون در دسترس است. مایکروسافتSP1 را در اولین فصل ۲۰۰۸ و هم‌زمان با Windows Server 2008 منتشر کرد.
اولین نسخه آزمایشی (بتا) سرویس پک یک ویندوز ویستا، تولید شماره ۱۶۶۵۹، در تاریخ ۲۴ سپتامبر ۲۰۰۷ انتشار یافت و در حال حاضر توسط افرادی از Tech Bete در برنامه آزمایشی SP1 Beta در ویندوز ویستا و همچنین توسط مشترکان Technet و MSDN تحت آزمایش قرار دارد. در هفتم نوامبر ۲۰۰۷ مایکروسافت نسخه منتخب پیش نمایش سرویس پک یک ویندوز ویستا را با دعوت از ۱۵۰۰۰ متخصص فنی وابسته و گروه آزمایش کنندگان، عرضه نمود.
مایکروسافت در بیانیه و پیش‌نویسی که حدوداً در اواخر اوت ۲۰۰۷ انتشار داد، با جمال گسترده محتوی SP1 را تشریح کرده و طی آن سه بخش عمده در تکمیل پروژه را اعلام و تعیین نمود که شامل قابلیت اتکا و پایایی و اجزا، تجربه اجرایی، پشتیبانی استانداردها و سخت‌افزارهای جدیدتر بود. یکی از بخش‌هایی که شایسته ذکر ویژه است، اجرا است که در تکمیل آن مقوله‌هایی چون عملیات کپی فایل، Logging بر روی دامنه (به انگلیسی: Domain) کامپیوترهای متصل به هم و مرتبط، تجزیه JavaScript در Internet explorer، مسیریابی فایل‌های مشترک در شبکه، سامان دهی و اداره فایل‌های Zip در Windows Explorer و Windows Disk Defragment مطرح بوده‌است. مزید بر موارد فوق، توانایی در انتخاب درایورهای مشخص جهت انجام Defragment بازگنجانی گردیده‌است.
سرویس پک یک برای پاره‌ای جدید از استانداردهای سخت و نرم‌افزاری که مشخصا عبارت‌اند از فایل سیستم ExFAT، شبکه Wireless (بدون سیم) 802.11n, IP نسخه ۶ روی اتصالات VPN و پروتکل Secure Socket Tunneling می‌باشند، پشتیبانی ارائه می‌نمایند. نسخه بروزرسانی شده‌ای از Windows Installer در SP1 گنجانده شده‌است که پشتیبانی لازم را برای مالتی پکیج‌های تراکنشی (بسته‌های چند تراکنشی) فراهم می‌آورد. بعبارتی دیگر ظاهر کاربری ای که بسته Installer کوچک‌تری در اختیار دارد. در Installer، سیستم ارشد تری پیاده و جاسازی می‌شود و فقط با توجه به محتوی Installer سیستم ارشدتر است که بسته Installer کوچک‌تر امکان ایجاد می‌یابد. بوت کردن سیستم، با استفاده از ظاهر کاربری Firmware قابل تعمیم، روی سیستم‌های X64 نیز تدارک دیده شده‌است. این قابلیت اصولاً برای عرضه اولیه ویستا مقدر و منظور نشده بود، لیکن در آن زمان به‌واسطه عدم وجود سخت‌افزارهای سازگار، چنین امری توأم با تأخیر به وقوع پیوست.
در دو بخش از سرویس پک یک تغییراتی ناشی از تمایل و خواست فروشندگان نرم‌افزار اعمال و دیده شده‌است. جستجوی Desktop یکی از این تغییرات است که کاربران را قادر ساخته‌است که برنامه جستجوی پیش‌فرض Desktop را با اشکال دیگری متفاوت با برنامه جستجوی دسکتاپ مایکروسافت که در ویستا تعبیه گردیده‌است، تغییر دهند. بدین ترتیب انواع دیگر و متفاوت برنامه‌های جستجوی دسکتاپ قادر خواهند بود بدون اختلال و شکاف در سرویس‌هایشان با سیستم‌عامل ارتباط داشته باشند. چنین تغییراتی به‌علت ابراز شکایاتی از ناحیه گوگل مبنی بر اینکه وجود و حضور جستجوی دسکتاپ تعبیه شده در ویستا مانع به‌کارگیری جستجو دسکتاپ گوگل است، به عمل آمد.
در ژوئن ۲۰۰۷ گوگل اظهار داشت که تغییرات ارائه شده طی سرویس پک یک، اقدامی در جهت درست بوده‌است لیکن اصلاح بیشتر تغییرات ضرورت دارد تا برای مشتریان دسترسی گسترده‌تری را به دیگر ارائه دهندگان جستجوی دسکتاپ فراهم آورد. بخش قابل ذکر دیگر مشتمل بر ارائه مجموعه ایی از APIهای جدید امنیتی برای بهره‌گیری از نرم‌افزارهای ضد ویروس است که در حال حاضر به نحوه اجرایی پشتیبانی نشده و به Patch کردن کرنل و هسته متکی است.
به روزرسانی Direct 3D 10.1 نیز برای گنجانیده شدن در سیستم برنامه‌ریزی شده بود که ضمن آن تعدادی از قابلیت‌ها را که قبلاً در سخت‌افزار مرتبط با Direct 3D 10.0 اختیاری بودند، اینک اجباری می‌ساخت. بیانه و پیش‌نویس یادشده همچنین متذکر بر این نکته است که سرویس پک یک حاوی هسته (Kernel) به روز آوری شده‌ای خواهد بود که با نسخه Windows Server 2008 روانه بازار خواهد گردید. پشتیبانی برای کنسول Group Policy Management برچیده و حذف گردیده و مقرر است که هم‌زمان با انتشار سرویس پک، جایگزین آن منتشر گردد. طی یک آنالیز جامع و مفصل از جزئیات نسخه آزمایشی سرویس پک یک ویستا که توسط مجله APCmag.com انجام شد، تغییرات به عمل آمده روی Vista code base و registry مورد بررسی قرار گرفت. این آنالیز حاکی از نصب چند صد پکیج روی نسخه بتا بود که بیشتر معطوف به قابلیت‌های Back-end در مقایسه با کارکردهای Front-end بودند. خبرنگار این مجله همچنین افزایش شگرفی را در اجرا و در قیاس نسخه اولیه ویستا شاهد بوده‌است.

## انتقادات
ویندوز ویستا مورد ارزیابی‌های منفی تعدادی از گروه‌های مختلف قرار گرفته‌است. زمان طولانی توسعه، محدودیت‌های بیشتر اعمال شده بر شرایط لایسنس‌ها، شمول و دربرگیری تعدادی از فناوری‌های با هدف تجدید کپی‌برداری از رسانه دیجیتالی و توانایی استفاده از فناوری‌های امنیتی User Account Control از جمله چنین انتقاداتی محسوب می‌گردند. همچنین منتقدان مشابهت‌هایی را بین ظاهر کاربری Aero ویندوز ویستا و ظاهر کاربری Aqua سیستم‌عامل x مکینتاش شرکت اپل ذکر کرده‌اند. مضافاً نگرانی‌هایی در ارتباط با سخت‌افزارهای مورد نیاز تعدادی از کامپیوترهای شخصی و قیمت‌گذاری ویستا ابراز شده‌است.
؛ سخت‌افزار مورد نیاز
درحالی‌که به موجب اعلان مایکروسافت، تقریباً تمام کامپیوترهای شخصی موجود در بازار (سال ۲۰۰۵) توان کار کردن با ویندوز ویستا را دارا هستند، مع‌الوصف تجهیزات پیشرفته تر جهت اجرای قابلیت‌های ممتاز نظیر ظاهر کاربری Aero در ارتقا کامپیوترها تأثیر بسزایی دارند. بنابر گزارش هفته نامه تایمز در ماه مه ۲۰۰۶ مجموعه کامل قابلیت‌ها با قیمتی ۵ درصد کمتر از بازار کامپیوترهای شخصی در انگلیس در دسترس خواهد بود. تداوم عدم شفافیت احتمالی، منجر به اعمال دسته‌ای از اقدامات علیه مایکروسافت گردیده زیرا افراد، علی‌رغم اطمینان‌هایی که به آنان داده شده بود، خود را با کامپیوترهایی روبرو می‌بینند که توان به‌کارگیری نرم‌افزارهای جدید را ندارند.
؛ اجرای بطئی و کند فایل‌ها
پس از انتشار مشخص شد اجرای فایل‌ها نظیر کپی‌برداری و حذف توسط ویستا در مقایسه با سایر سیستم‌های عامل بسیار آهسته‌تر صورت می‌گیرد. بدون استفاده از روش‌هایی نظیر کپی با Command Line انتقال حجم زیادی از فایل‌های مورد نظر از یک کامپیوتر به کامپیوتر دیگر یا مشکل یا غیرممکن به نظر می‌رسد. یک چنین ناتوانی ای در اجرای فایل‌ها پایه، زمینه مؤثری برای انتقادات گسترده را فراهم آورد. ۶ ماه بعد مایکروسافت وجود اشکالاتی از این دست را با انتشار نسخه به روز آوری شده ویژه و قابل اجرا و اعتماد، تأیید نمود. این مورد بعداً از طریق ویندوز به روز شده توزیع گردیده و در سرویس پک یک نیز گنجانیده خواهد شد.
؛ لایسنینگ (مجوزگیری) و قیمت
تعیین محدودیت‌های اضافه و بیشتر در لایسنینگ (مجوزگیری) مورد نقد واقع شده‌است. نخستین بار انتقاد از بالا رفتن و افزایش لایسنس‌ها (مجوزات) مرتبط با Windows Vista Starter از طریق نسخه Home Premium توسط Ken Fisher از مؤسسه Ars Technica عنوان و ابراز گردید که دریافته بود تجهیزات جدید نصب شده در سیستم‌عامل قبلی باعث آزردگی خاطر و ناراحتی کاربرانی است که برنامه را به روش متداول و معمول نصب مجدد نموده‌اند. چنین آشکار شده بود که کپی ارتقا یافته ویندوز ویستا را می‌توان به‌سادگی نصب نمود. بدون اینکه نسخه قبلی ویندوز نصب گردد. در اولین نصب ویندوز از فعال شدن ممانعت می‌نمود و لذا کاربر می‌بایست همان نسخه ویستا را مجدداً نصب می‌کرد که پس از این در آن صورت و بعد از نصب مجدد، ویستا فعال می‌شد. بدین معنی که کاربر اجازه می‌یافت نسبت به نصب نسخه ارتقا یافته ویندوز بدون داشتن سیستم‌عامل قبلی اقدام نماید، درحالی‌که در خصوص ویندوز ایکس پی کماکان رویه‌ها و قواعد جداگانه دیگری در نسخه‌های OEM ویستا که در کامپیوترهای شخصی نصب شده‌اند، نقش داشته و اعمال می‌شوند. چنین رویه‌هایی قانوناً قابل انتقال نیستند.
بهای ویندوز ویستا نیز از مقوله‌های نگران‌کننده و قابل تذکر است. تعداد کثیری از کاربران در یک رای‌گیری اظهار داشته‌اند که قیمت‌های انواع مختلف ویرایش‌ها و نسخه‌های ویندوز ویستا که در اوت ۲۰۰۶ در وبگاه مایکروسافت کانادا اعلان شده‌اند بسیار گران است.
در گزارش شبکه خبری BBC از روز انتشار ویستا اشاره شده‌است که احتمال واکنش شدیدی از ناحیه مصرف‌کنندگان نسبت به طرح‌های قیمت وجود دارد چرا که بهای نسخه‌های ویستا در ایالات متحده تقریباً نصف بهای همان نسخه‌ها در انگلیس است.
مدیریت حقوق دیجیتال:
یکی دیگر از انتقادات عام و کلی به یکپارچگی فرم جدیدی از مدیریت حقوق دیجیتال در سیستم‌عامل و به ویژه نسبت به معرفی Protected Video Path بر می‌گردد. این معماری به نحوی طراحی شده‌است که مضمون ممتازی از HD و DVD یا دیسک‌های دیسک بلو-ری ملزم باشند که ارتباطات بین قطعات کامپیوترهای شخصی را رمزی و کد دار نمایند. ابزارهایی نظیر کارت گرافیکی می‌بایست توسط مایکروسافت تأیید گردند. منوط به اینکه تقاضای مضمون چیست، ابزارهای مضمون ممتازی را از خروجی رمزدار نشده رد نموده یا این دسته از مضمون‌ها مصنوعا می‌بایست روی چنین خروجی‌هایی به سطح پایین‌تری از کیفیت سیگنالها نزول نموده یا به‌طور کلی نمایش داده نشوند.
مضافاً مکانیزم برگشت دهنده و فسخ‌کننده‌ای وجود دارد که به مایکروسافت اجازه می‌دهد درایورهای مبتنی بر ابزارهای سازش گر و میانه‌رو را در کامپیوترهای کاربران نهایی روی اینترنت ناکارآمد (Disable) نماید. Peter Gutman محقق امنیتی و بانی کتابخانه Open Source Cryptlib ادعا می‌کند که چنین مکانیزم‌هایی حقوق اساسی کاربر را (نظیر استفاده نمایشگاهی) نقض و هزینه‌های سخت‌افزاری را بدون اینکه ضرورت داشته باشد افزایش و میزان اعتماد به سیستم را کاهش داده (Tilt Bit نگرانی خاصی را همراه می‌آورد چرا که در صورت فعال شدن، تمامی زیر سیستم‌های گرافیکی را به Reset شدن وامی‌دارد) و در یورش و حمله سرویس‌های کاذب و مردود آسیب‌پذیر است. در مقابل مدافعان مدعی هستند که اولاً مایکروسافت چاره دیگری بجز دنباله روی و پذیرش تقاضاهای استودیوهای فیلم‌برداری نداشته و در ثانی اینکه فناوری تا بعد از سال ۲۰۱۰ حقیقتاً توانایی لازمه را به‌دست خواهد آورد.
علاوه بر اینها مایکروسافت اعلان کرده‌است که مکانیزم‌های حفاظت از مضمون‌های ویندوز تا زمان ویندوز ME وجود داشته‌اند ولی حفاظت‌های جدید در هیچ‌یک از مضمون‌های موجد فعلی اعمال نخواهد شد.
User Account Control
نگرانی‌هایی دربارهٔ فناوری امنیتی جدید User Account Control یا همان UAC ابراز شده‌است. گرچه آنالیست گروه یانگی، آقای Andrew Jaquith معتقد است که از وخامت و بحران آسیب‌پذیری امنیتی تا حدود ۸۰ درصد کاسته خواهد شد و مضافاً یادآور می‌شود که سیستم امنیتی جدید آینده روشنی را نوید می‌دهد، مع‌الوصف اذعان دارد که تا حصول به چنین امری حرف و حدیث فراوان است. چنین اظهاراتی شش ماه قبل از انتشار واقعی ویستا بیان گردید. پس از انتشار ویندوز ویستا در نوامبر ۲۰۰۶، مایکروسافت مقادیر از کارکردهای سیستم‌عامل را که منجر به تسریع UAC می‌شدند کاهش داده و نسبت به افزایش فایل و ثبت مجازی به منظور کاستن از تعدادی از بازمانده‌ها و ترکه‌های کاربردی در جهت سرعت بخشیدن به UAC اقدام نموده علی‌رغم کاستن از موانع تسریع UAC، چنین مواقعی همچنان از طریق تعدادی از برنامه‌ها و به ویژه برنامه‌هایی که برای ویندوز ویستا طراحی نشده‌اند، فعال می‌شوند.
Software Protection Platform (پلاتفرم حفاظت نرم‌افزارها)
ویستا مشتمل بر مجموعه اضافه ایی از فناوری‌های Anti-piracy یا ضد سرقت است که بر WGA ویندوز ایکس پی مبتنی بوده و موسوم به Software Protection Platform (SPP) می‌باشند. جز و بخش عمده این مجموعه را حالت کارکردی انقباضی جدیدی تشکیل می‌دهد که ویستا هنگامی‌که دریابد کاربر از تولیداتی استفاده می‌نماید که تقلبی، بدلی و غیر اصلی هستند، بدان حالت فرومی‌رود. این مورد در بیانیه ویستا به شرح زیر تشریح شده‌است. مرورگر وب پیش‌فرض شروع بکار نموده و به کاربر انتخابی را جهت خرید محصول جدی ارائه می‌نماید. هیچ‌گونه منوی شروع یا آیکون‌های دسکتاپ وجود نداشته و پس زمینه دسکتاپ سیاه می‌گردد. بعد از یک ساعت سیستم کاربر را بدون اعلام قبلی Log می‌نماید.
جریان فوق به‌علت سخت‌گیری بیش از حد علی‌الخصوص در ارتباط با گزارش‌ها False Positives ارائه شده توسط سلف SPP و حداقل یکبار قطع موقتی اعتبار سرور مورد انتقاد قرار گرفته‌است. مایکروسافت بخاطر اعلامیه‌های قابل ملاحظه اینکه روی سیستم‌های دریافت نموده‌است و مشخص هم نیست که تا چه اندازه واقعی اند در حال برچیدن و حذف حالت کارکرد انقباضی در سرویس پک یک می‌باشد.
؛ پذیرش عمومی
به‌علت انتقادات مختلف و نگرانی‌هایی که نسبت به سیستم‌عامل وجود داشت، ویندوز ویستا با اقبال عمومی منفی غیرمنتظره‌ای مواجه گردید که باعث شد مایکروسافت پشتیبانی ویندوز ایکس پی را بسط داده و اجازه دهد فروش سیستم‌های عامل قدیمی تر ادامه یابد.
برابر بررسی‌های تجاری در دسامبر ۲۰۰۶، برنامه‌ریزی شده بود که حدود ۴۳ درصد از Businessها صرف ارتقا ویستا گردد. درحالی‌که فقط ۲۸ درصد طی سال اول تا نوامبر ۲۰۰۷ محقق شد که رقمی نزدیک به ده درصد کمتر از نصف آن چیزی است که انتظار می‌رفت. ویستا همچنین کمتر از آنچه که انتظار می‌رفت مورد پذیرش و اقبال مصرف‌کنندگان واقع گراید تا جایی که تعدادی از آنان مدعی بودند که سیستم XP را روی ویستا (از قبل نصب شده) به دلایل گوناگونی نصب کرده‌اند. مضافاً تعدادی از تولیدکنندگان کامپیوتر هنوز هم همچنان XP را در فرمان دیسک‌های مربوط روی کامپیوترهای تازه تولید شده خود می‌ریزند.
میزان و سهم استفاده، بر اساس اندازه‌گیری از طریق مرورگر صفحات وب عامل کاربر، نشان می‌دهد که ویستا تقریباً ۶٬۳ درصد از بازار Desktop سیستم‌های عامل را در سومین فصل از سال ۲۰۰۷ بخود اختصاص داده که گرچه شروعی بسیار کند و آرام است مع‌الوصف سرعت رو به رشد آن نشان از افزایش زیادی در آخرین فصل سال ۲۰۰۷ می‌دهد.
- Aero ویندوز: ظاهر جدید گرافیکی کاربر بر پایه امکانات سخت‌افزاری، Windows Aero نامیده می‌شود که مخفف و سرنام Authentic, Energetic, Reflective و Open است. ظاهر گرافیک جدید روشن‌تر و شکیل تر از ویندوزهای پیشین بانضمام شفافیتی جدید و نوآورانه، ارائه thumbnailsهای هم‌زمان و زنده، آیکون‌های زنده و انیمیشن‌ها و Eye Candy است.
- پوسته ویندوز (Windows Shell): پوسته جدید ویندوز به طرز قابل توجهی متفاوت از ویندوز ایکس پی است و ارائه سلسله جدیدی از چیدمان‌ها، آرایش‌ها و امکانات جستجو در آن به چشم می‌خورد. پنجره وظیفه Windows Explorer حذف شده‌است و انتخاب‌هایی از وظایف مربوط و مرتبط به یکدیگر در Toolbar (نوار ابزار) مجتمع شده‌اند. پنل لینک‌های محبوب (Favorite Link) اضافه شده‌است همچنین تک کلیک برای دسترسی به دایرکتوری عمومی فعال شده‌است. نوار آدرس با سیستم Breadcrumb Navigation جایگزین شده‌است. پنل پیش نمایش به کاربران اجازه می‌دهد thumbnail ای که دربردارنده محتوی فایل‌های گوناگون است را مشاهده کنند. پنل جزئیات اطلاعاتی مانند سایز و نوع فایل را نمایش و اجازه ویرایش و مشاهده Tagهای توکار (Embedded Tags) که فرمت فایل از آن‌ها پشتیبانی به عمل می‌آورد، را می‌دهد. منوی شروع (Start menu) به خوبی تغییر کرده‌است و در اثر نصب بیش از حد برنامه‌ها گسترش و توسعه پیدا نمی‌کند و طولانی نمی‌گردد. البته کلمه Start حذف شده‌است و با نشان کروی ویندوز جایگزین شده‌است (که Pearl نیز خوانده می‌شود).
- جستجوی لحظه‌ای (همچنین با نام «جستجوی بر تایپ شما» نیز شناخته می‌شود): یک از ویژگی‌های ویندوز ویستا، شیوه و راه جدیدی برای جستجو موسوم به Instant Search است که به‌طور قابل توجهی سریع تر و محتوی گرا تر نسبت به امکانات جستجو در هر نسخه‌ای از ویندوزهای پیشین است. در این ویندوز مکانیسم عمل جستجو به روش جستجو در مشخصات و محتوای جستجوهای گذشته و اطلاعات به‌دست آمده در زمان انتقال پوشه‌ها و پرونده‌ها است که به روشی ذخیره یا (index) شده‌است به همین روی باعث به‌دست آمدن پاسخهایی به مراتب دقیقتر و سریعتر در رابطه با هر جستار است.
- میله جانبی ویندوز (Windows Sidebar): یک پنل شفاف است که در گوشه صفحه لنگر انداخته‌است جایی که یک کاربر می‌تواند Gadgetهای دسکتاپ خود را در آن قرار دهد، آن‌ها اپلت‌های کوچکی هستند که برای اختصاصی کردن هدفمند، طراحی شده‌اند (مانند نمایش دهنده وضعیت آب و هوا یا امتیازات فوتبال). البته Gadgetها می‌توانند در سایر قسمت‌های دسکتاپ نیز قرار بگیرند.
- ویندوز اینترنت اکسپلورر ۷ (Windows Internet Explorer 7): ظاهر جدید گرافیکی کاربر، مرور صفحات به صورت Tab, RSS (خبر رسان‌ها)، یک جعبه جستجو، اصلاح چاپ، درشت نمایی (Zoom) صفحه، Tabهای زنده (thumbnail از تمامی Tabهای باز)، فیلتر Anti-Phishing، تعدادی قابلیت جدید محافظت‌کننده امنیتی، پشتیبانی از نام‌های دامنه‌های بین‌المللی و چند ملیتی (IDN) و بهبود و اصلاح پشتیبانی از استانداردهای وب از جمله قابلیت‌های ویندوز اینترنت اکسپلورر ۷ به‌شمار می‌آیند. اجرای IE7 (اینترنت اکسپلورر ۷) در ویندوز ویستا از سایر برنامه‌های کاربردی ویندوز جداسازی شده‌است (حالت محافظت شده). نرم‌افزارهای Exploits و Malicious از نوشتن در هر موقعیتی دوتر از فایل‌های موقتی اینترنت (Temporary Internet files) بدون اجازه صریح کاربر، منع شده‌اند.
- ویندوز مدیا پلیر ۱۱ (Windows Media Player 11): یک نونمایی عمده از برنامه مایکروسافت برای بخش و مدیریت موزیک‌ها و فایل‌های ویدئویی. امکانات جدیدی در این نسخه مانند Word Wheeling (یا، جستجو تایپ شما)، یک ظاهر گرافیکی جدید کاربری برای کتابخانهٔ مدیا (Media Library)، نمایش عکس و مدیریت آنها، قابلیت به اشتراک‌گذاری کتابخانه‌های موزیک بر روی یک شبکه با کامپیوتر دیگر مجهز به ویستا، مجتمع‌سازی با ایکس باکس ۳۶۰ و پشتیبانی از سایر Media Center Extenderها.
- مرکز پشتیبان‌گیری و Restore: یک نرم‌افزار کاربردی پشتیبان‌گیری و بازیابی پشتیبان این امکان را برای کاربران فراهم می‌کند که به صورت دوره‌های متناوب زمانی یک پشتیبان از سیستم بر روی کامپیوتر خود بگیرند، که این امکان را به خوبی فراهم می‌آورد که یک بازیابی از روی پشتیبان قبلی خود انجام دهند. پشتیبان‌ها به صورت افزایشی فقط تغییرات را در هر بار ذخیره می‌کنند و به این صورت استفاده از فضای دیسک را به حداقل می‌رسانند. البته امکان کامل PC Backup (موجود فقط در نسخه‌های Ultimate, Business و Enterprise) توانایی تولید پشتیبان به صورت Image را بر روی کامپیوتر یا DVD داراست. PC Backup کامل می‌تواند به صورت اتوماتیک یک Setup ماشین جدید را بر روی یک قطعه سخت‌افزاری جدید یا هارد دیسک در مواردی که یک قطعه سخت‌افزاری معیوب شده‌است، مجدداً ایجاد کند. PC Restore کامل می‌تواند از داخل ویندوز ویستا یا از CD نصب ویندوز ویستا یا حتی از یک PC که ایراد پیدا کرده‌است و نمی‌تواند به صورت نرمال و عادی از روی هارد دیسک بالا بیاید، راه‌اندازی شود.
- پست الکترونیکی ویندوز (Windows Mail): جایگزینی است برای outlook Express که دربرگیرنده اصلاحاتی در ذخیره کردن پست‌های جدید با ثبات بیشتری است که با امکانات Instant Search یکپارچه شده‌است. Windows Mail مانند IE, Phishing Filter دارد و Junk Mail Filter که کمک‌های زیادی را به شما می‌کند مدام توسط Windows Update بروزرسانی می‌شود.
- تقویم ویندوز (Windows Calendar): یک تقویم جدید و نرم‌افزار کاربردی وظایف جدید.
- گالری عکس ویندوز (Windows Photo Gallery): نرم‌افزاری کاربردی است به جهت مدیریت کتابخانه عکس و فیلم. WPG می‌تواند عمل وارد کردن (Import) را از دوربین‌های دیجیتال به خوبی انجام دهد. Tag و آیتم‌های اختصاصی، تنظیم رنگ‌ها و نورها، ایجاد و نمایش اسلاید (همراه با افکت محو شدن) و رایت اسلایدها بر روی DVD از سایر توانایی‌های آن به‌شمار می‌آید.
- Windows DVD Maker: همراهی برای برنامه Windows Movie Maker که به کاربران توانایی ایجاد DVD بر پایه محتوای خودشان را می‌دهد. کاربران می‌توانند یک DVD را با عنوان، منو، تصویر، صدا، افکت‌های به هم چسبانیدن و درشتنمایی تصاویر و اسلایدها طراحی کنند.
- ویندوز مدیا سنتر (Windows Media Center): سابقاً یک عنوان اختصاصی برای یک نسخه از ویندوز ایکس پی به‌شمار می‌آمد که با نام Windows XP Media Center شناخته می‌شد که در نسخه‌های Home Premium و Ultimate گنجانده شده‌است.
- Games and Games Explorer: بازی‌های گنجانده شده با ویندوز به گونه‌ای اصلاح شده‌اند که امکانات گرافیکی ویستا را نمایش دهند. Chess Titan, Mahjong Titan و Purble Place از بازی‌های جدید ویندوز به‌شمار می‌روند. Game Explorer یک پوشه جدید است که حاوی میانبرها و اطلاعاتی در مورد هر یک از بازیهایی است که بر روی کامپیوتر کاربر نصب شده‌است.
- Windows Mobility Center: کنترل پنلی است که در آن مرتبط‌ترین اطلاعات محاسبات موبایل در آن متمرکز شده‌است (مانند روشنی تصویر، صدا، سطح باتری، شمای باتری انتخاب شده، شبکه بدون سیم، موقعیت صفحه و تنظیمات نمایش).
- Windows Meeting Space: با NetMeeting جایگزین شده‌است. کاربران می‌توانند برنامه‌های کاربردی (یا محتویات دسکتاپ) را توسط آن با سایر کاربران شبکه محلی خود یا در اینترنت با استفاده از تکنولوژی Peer-to-Peer به اشتراک بگذارند (نسخه‌های بالاتر از Starter و Home Basic توانایی استفاده از آن را دارند)
- Shadow Copy: به صورت اتوماتیک روزانه اقدام به تهیه پشتیبان از فایل‌ها و پوشه‌ها می‌نماید. کاربران البته می‌توانند یک Shadow Copy را از طریق تنظیم System Protection Point با استفاده از تب System Protection واقع در کنترل پنل سیستم، ایجاد کنند.
- Windows Update: بروزرسانی نرم‌افزار و قابلیت‌های امنیتی تسهیل شده‌است، این عمل اکنون به تنهایی توسط کنترل پانل به جای یک برنامه کاربردی وب انجام می‌شود. فیلتر Mail Spam ویندوز و Windows Defenders به صورت اتوماتیک توسط Windows Update بروزرسانی می‌شوند. کاربران می‌توانند تنظیمات پیشنهاد شده برای بروزرسانی اتوماتیک را انتخاب کنند که در هنگام اضافه کردن یک قطعه جدید، آخرین درایورهای قطعات سخت‌افزاری در دسترس و آماده برای نصب باشند.
- Parental Controls: به مدیر (Administrator) اجازه می‌دهد که هر کدام از وبگاه‌ها، برنامه‌ها، بازیهایی که توسط کاربر نصب و استفاده می‌شود را کنترل کند. این امکانات در نسخه‌های Business و Enterprise موجود ناست.
- Windows SideShow: فعال‌کننده یک نمایشگر کمکی بر روی لپ‌تاپ‌های جدید یا قطعاتی که از ویندوز موبایل پشتیبانی می‌کنند. این بدین معناست که شما می‌توانید از صفحه نمایش این قطعات برای نمایش Gadgetها در زمانی که کامپیوتر خاموش یا روشن است، استفاده کنید.
- Speech Recognition: این امکان با ویندوز ویستا یکپارچه شده‌است و ظاهر گرافیکی آن مجدداً طراحی شده‌است و دستورها ویژه Command and Control آن پیکر بندی شده‌است. برخلاف آفیس نسخه ۲۰۰۳ که این امکان فقط در آفیس و در WordPad کار می‌کرد، Speech Recognition در ویندوز ویستا برای هر یک از نرم‌افزارهای کاربردی در دسترس کار می‌کند. به‌علاوه اینکه در حال حاضر در زبان‌های مختلفی مانند انگلیسی آمریکایی و بریتانیایی، اسپانیایی، فرانسوی، آلمانی، چینی و ژاپنی در دسترس است.
- فونت‌های جدید، شامل چندین فونت برای مطالعه و اصلاح فونت‌های چینی (Yahei و JhenHei)، ژاپنی (Meiryo) و کره‌ای (Malgun). Windows Vista Typefaces را ببینید. ClearType کمک کرده‌است و به صورت پیش‌فرض فعال است.
- Problem Reports And Solutions: کنترل پنلی است که به کاربران اجازه دیدن مشکلات گذشته ارسال شده (گزارش شده) را می‌دهد و نمایش دهنده راه حل‌ها یا اطلاعات اضافه دربارهٔ آن مشکل است.
- Windows System Assessment tool: ابزاری است برای محک زدن کارایی سیستم. نرم‌افزارهایی مانند بازی‌ها می‌توانند این درجه‌بندی را بازیابی کنند و در زمان اجرا آن را بهبود دهند. این ارزیابی بر روی CPU, Ram، ابزارهای گرافیک دو بعدی و سه بعدی، حافظه گرافیکی و هارد دیسک انجام می‌شود.
- Windows Ultimate Extra: نسخه Ultimate ویندوز ویستا دسترسی شما را به بازی‌ها و ابزار اضافه از طریق Windows Update فراهم می‌سازد. این جایگزینی است برای Microsoft Plus! که مجموعه‌ای از نرم‌افزارهای فروشی برای نسخه‌های پیشین ویندوز بود.
- Disk management: یک ابزار کاربردی برای ویرایش پارتیشین‌های دیسک درایو، به همراه قابلیت‌های مجتمع‌سازی (شیرینک)، ایجاد و فرمت یک پارتیشین جدید.
- Performance Diagnostic Consol: شامل ابزارهای مختلفی برای میزان‌سازی و مانیتور کردن کارایی و منابع فعال سیستم از جمله CPU، دیسک‌ها، شبکه، حافظه و سایر منابع و نمایش عملیات فایل‌ها و اتصالات باز است.
- Windows Defender: یک ابزار امنیتی توکار برای دفاع از کامپیوتر در برابر Pop-upها، تهدیدهای امنیتی و کاهش کارایی به وسیلهٔ Spyware. این کار را با بررسی خودکار کامپیوتر و از کار انداختن هر نرم‌افزار ناخواسته‌ای که پیدا می‌کند، انجام می‌دهد.

## سایر موارد
تاریخچه ویندوزهای مایکروسافت
مقایسه ویرایش‌های ویندوز مایکروسافت
لیست بازیهایی که Direct x 10 پشتیبانی می‌کند
Microsoft Office 2007، عرضه فعلی مایکروسافت آفیس که هم‌زمان با ویندوز ویستا انتشار یافت